# チルドレンズホスピタル
チルドレンズホスピタル（Childrens Hospital）とはアダルトスイムが提供している、放送時間11分前後の風刺的コメディ医療ドラマ。製作は同作品にも出演しているコメディアン、ロブ・コーディー。元々はワーナー・ブラザースのオンラインネットワークサイトThe WBにて2008年12月より放送されていたが、アダルトスイムが2009年に放送の権利を得、2010年に本格的にTV放送された。2016年に最終第7シーズンで完結した。2020年からスピンオフ作品『メディカル・ポリス』がNetflixより配信された。

## 概要
物語は創設者の医師アーサー・チルドレンズの名から命名された病院チルドレンズホスピタル児童病院の勤務スタッフたちのドタバタを中心に描かれる。また、撮影はカリフォルニア、ロサンゼルスで行なわれたにもかかわらず、劇中では何の突拍子もなく病院がブラジルにあると言及されることがある。

## 登場人物
ブレイク・ダウンズ医師/Dr. Blake Downs（ロブ・コードリー）

病院の医師の一人。勤務時はピエロの化粧をし血糊をべったりと付けた手術着を着用している。治療薬を使用するよりも笑いの力で患者を治療できることを信じている。そのような外見と性格から、映画パッチ・アダムスの、俳優ロビン・ウィリアムズ演じる主人公の医師のパロディに見える。だがそのピエロ姿の外見は時に子供を大いに怖がらせることもあるが、これは彼の外見が実在した連続殺人犯ジョン・ゲイシーが描いたピエロの絵に似ていることに対する皮肉である。
キャット・ブラック医師/Dr. Cat Black（レイク・ベル）

病院の女医の一人。グレン・リッチーの元彼女。同じく女医のローラ・スプラット医師と仲が良いが想いが募り、キャットの自宅でローラとはしゃぎまわったあげく性的関係に進展しようとしたときにローラに向かってくしゃみをしてしまい、気まずい関係に。ドラマのナレーションを行なっているのも彼女で、その際病院内をうろつきながら心の中で他愛ない独り言をつぶやいている。加齢性疾患の6歳の少年、ニッキーに一目惚れし、肉体関係になったあげく彼の子を身ごもることになる。最終的にはニッキーの子を産むも自身は死亡してしまう。後のエピソード（Season 2 Episode 12）で復活し死んでいたかったことが判明するも医学の知識をすべて忘れてしまっていた。しかしその後知識を取り戻しレギュラーとして復帰する。
グレン・リッチー医師/Dr. Glenn Richie（ケン・マリノ）

ユダヤ人医師。キャットの元彼。ユダヤ人の民族衣装キッパーを常に着用している。
オーウェン・マエストロ医師/Dr. Owen Maestro（ロブ・ヒューベル）

ローラ・スプラットの元彼。どこか間抜けでうすのろな性格。元ニューヨーク市警で9.11の後に辞職した。市警時代の相棒のブリッグズが復帰するように頼むも拒み続けている。

## エピソード
| シーズン | シーズン   | 話数 | 話数 | 放送期間      | 放送期間       | 放送期間   |
| シーズン | シーズン   | 話数 | 話数 | 初回放送      | 最終回放送     | 放送局     |
| -------- | ---------- | ---- | ---- | ------------- | -------------- | ---------- |
|          | Web series | 10   | 10   | 2008年12月8日 | 2008年12月8日  | TheWB.com  |
|          | 1          | 5    | 5    | 2010年7月11日 | 2010年8月8日   | Adult Swim |
|          | 2          | 12   | 12   | 2010年8月22日 | 2010年11月7日  | Adult Swim |
|          | 3          | 14   | 14   | 2011年6月2日  | 2011年9月1日   | Adult Swim |
|          | 4          | 14   | 14   | 2012年8月10日 | 2012年11月16日 | Adult Swim |
|          | 5          | 14   | 14   | 2013年7月26日 | 2013年10月25日 | Adult Swim |
|          | 6          | 14   | 14   | 2015年3月21日 | 2015年6月20日  | Adult Swim |
|          | 7          | 13   | 13   | 2016年1月22日 | 2016年4月15日  | Adult Swim |